# Copa de Seychelles
La Copa de Seychelles es el segundo torneo de fútbol a nivel de clubes más importante de las islas Seychelles, se disputa desde 1976 y es organizado por la Federación de Fútbol de Seychelles.

## Formato
Se juega bajo un sistema de eliminación directa y pueden participar todos los equipos del país. 
El equipo campeón obtiene la clasificación a la Copa Confederación de la CAF.

## Palmarés
| Temporada | Campeón                    | Resultado        | Finalista            |
| --------- | -------------------------- | ---------------- | -------------------- |
| 1976      | Rangers FC                 | 6 - 2            | Ascot United         |
| 1977-1986 | No disputada               | No disputada     | No disputada         |
| 1987      | Beau Vallon FC             |                  |                      |
| 1988      | Saint-Louis FC             | 2 - 1            | Plaisance FC         |
| 1989      | Anse Boileau FC            |                  |                      |
| 1990      | Plaisance FC               |                  |                      |
| 1991      | Anse-aux-Pins FC           | 4 - 2            | Saint-Louis FC       |
| 1992      | No disputada               | No disputada     | No disputada         |
| 1993      | Anse-aux-Pins FC           | 4 - 1            | Saint-Louis FC       |
| 1994      | No disputada               | No disputada     | No disputada         |
| 1995      | Red Star FC                |                  |                      |
| 1996      | Red Star FC                |                  |                      |
| 1997      | St Michel United FC        |                  |                      |
| 1998      | St Michel United FC        | 4 - 0            | Ascot United         |
| 1999      | Red Star FC                | 2 - 1            | Sunshine FC          |
| 2000      | Sunshine FC                | 2 - 1            | Red Star FC          |
| 2001      | St Michel United FC        | 2 - 1            | Sunshine FC          |
| 2002      | Anse Réunion FC            | 2 - 1            | Red Star FC          |
| 2003      | Saint-Louis FC             | 2 - 1            | Light Stars FC       |
| 2004      | Red Star FC                | 1 - 0            | Anse Réunion FC      |
| 2005      | Seychelles Marketing Board | 1 - 0            | Anse Réunion FC      |
| 2006      | St Michel United FC        | 2 - 1            | Red Star FC          |
| 2007      | St Michel United FC        | 1 - 0            | Anse Réunion FC      |
| 2008      | St Michel United FC        | 2 - 2, 2 - 0     | St Louis Suns United |
| 2009      | St Michel United FC        | 2 - 1            | St Louis Suns United |
| 2010      | St Michel United FC        | 1 - 0            | La Passe FC          |
| 2011      | St Michel United FC        | 2 - 1            | La Passe FC          |
| 2012      | Anse Réunion FC            | 3 - 2            | Côte d'Or FC         |
| 2013      | St Michel United FC        | 2 - 0            | Anse Réunion FC      |
| 2014      | St Michel United FC        | 1 - 1 (5-4 pen.) | Côte d'Or FC         |
| 2015      | Light Stars FC             | 2 - 2 (4-2 pen.) | Northern Dynamo FC   |
| 2016      | St Michel United FC        | 3 - 2            | Northern Dynamo FC   |
| 2017      | St Louis Suns United       | 3 - 1            | Anse Réunion FC      |
| 2018–19   | St Louis Suns United       | 2 - 0            | La Passe FC          |

## Títulos por club
| Club                       | Ciudad        | Campeón | Años campeón                                                           |
| -------------------------- | ------------- | ------- | ---------------------------------------------------------------------- |
| St Michel United FC        | Anse aux Pins | 12      | 1997, 1998, 2001, 2006, 2007, 2008, 2009, 2010, 2011, 2013, 2014, 2016 |
| St Louis Suns United (*)   | Victoria      | 5       | 1988, 2000, 2003, 2017, 2019                                           |
| Red Star FC                | Anse aux Pins | 4       | 1995, 1996, 1999, 2004                                                 |
| Anse-aux-Pins FC           | Anse aux Pins | 2       | 1991, 1993                                                             |
| Anse Réunion FC            | Anse Réunion  | 2       | 2002, 2012                                                             |
| Rangers FC                 |               | 1       | 1976                                                                   |
| Beau Vallon FC             | Beau Vallon   | 1       | 1987                                                                   |
| Anse Boileau FC            | Anse Boileau  | 1       | 1989                                                                   |
| Plaisance FC               | Plaisance     | 1       | 1990                                                                   |
| Seychelles Marketing Board | Victoria      | 1       | 2005                                                                   |
| Light Stars FC             | Grand Anse    | 1       | 2015                                                                   |

(*) St Louis Suns United incluye los clubes Saint-Louis FC y Sunshine FC.